# RKKスポーツのスヽメ
RKKスポーツのスヽメ（ああるけいけいスポーツのすすめ）は、RKK熊本放送で、2002年10月6日から2008年3月23日まで毎週日曜日の夕方に放送されていたラジオ番組。日曜日に行われたスポーツの試合結果を中心に熊本県内のスポーツの話題を取り扱った情報番組。

## 放送時間の変遷
- 2006年3月以前は不明
- 2006年4月 - 2006年9月	（日曜 18:20 - 18:30）
- 2006年10月 - 2007年3月	（日曜 18:20 - 18:45）
- 2007年4月 - 2007年9月	（日曜 18:20 - 18:30）
- 2007年10月 - 2008年3月	（日曜 18:10 - 18:30）

## パーソナリティ
- RKKアナウンサーの1人（週替わり）